# Ken Akamatsu
Ken Akamatsu (赤松健) (Kanagawa, 5 de julho de 1968) é um mangaká. Ele é conhecido por suas obras de conteúdo sensual, as mais famosas delas sendo Love Hina e Negima!. Ken é formado em literatura Japonesa pela universidade de Chuo. Sua série atual, UQ Holder!, é uma sequencia de Negima!. Akamatsu também é o criador do site da J-Comi, um distribuidor digital gratuito de mangás fora do catálogo.

## História
Na adolescência, Ken Akamatsu tentou entrar para a prestigiada Tōdai, mas não conseguiu passar e procurou um curso de Cinema (especula-se que daí tenha surgido a ideia para Love Hina). Mais tarde, ele se tornou famoso ao aparecer como autor de dōjinshis na Comiket, uma convenção bianual realizada no Japão, utilizando o pseudônimo Awa Mizuno. Ainda na faculdade, Akamatsu ganharia duas vezes o prêmio da Weekly Shonen Magazine.
Após a faculdade, Ken Akamatsu lançou seus dois maiores sucessos, Ai ga Tomaranai e Love Hina, esta última alcançando sucesso também no exterior. Atualmente, ele está casado e concluiu mais uma série, Mahou Sensei Negima ou Negima!: Magister Negi Magi.
Tanto Love Hina quanto Mahou Sensei Negima já foram convertidos em animes.

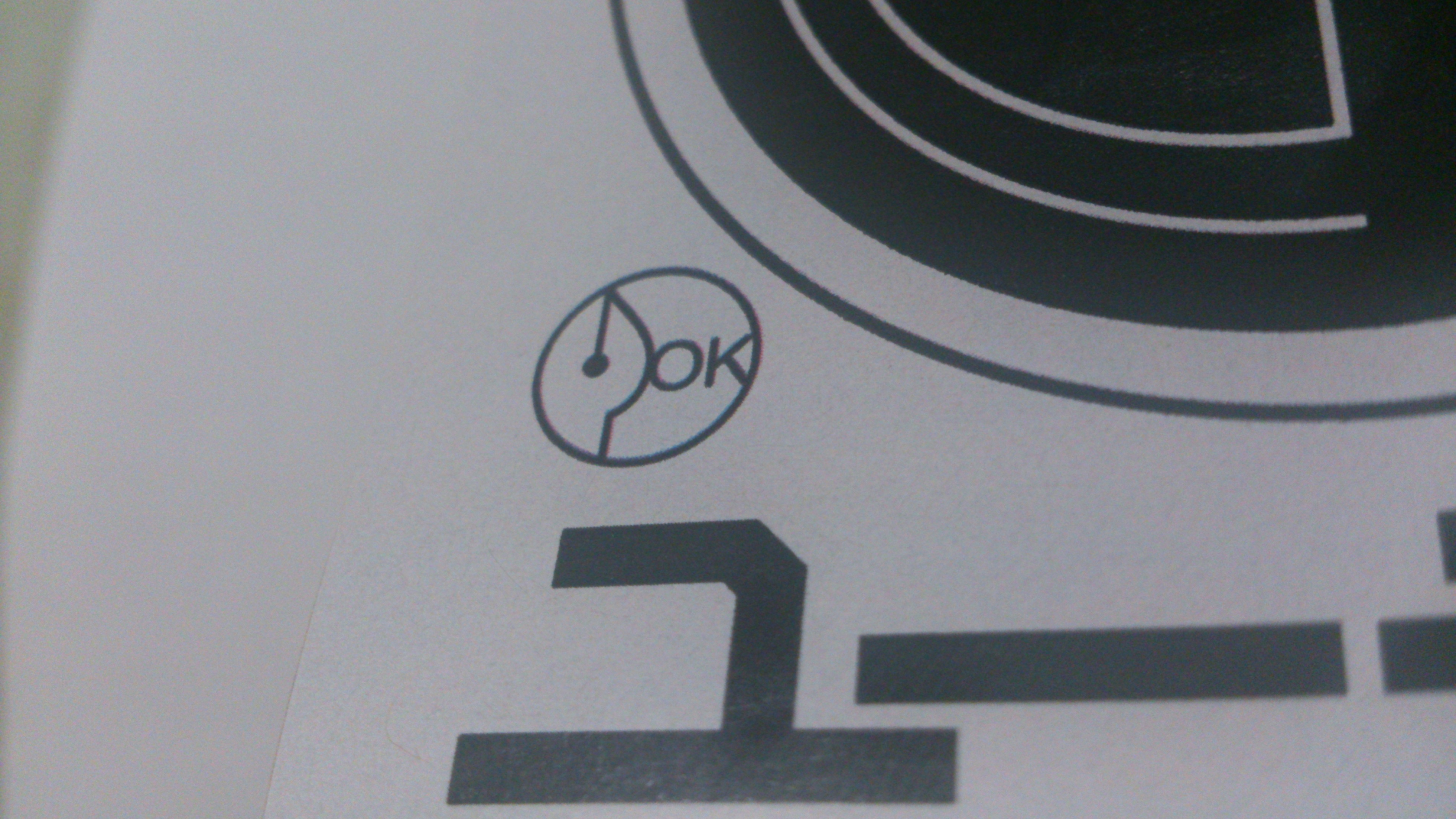
Símbolo da dōjin mark no mangá UQ Holder!.

Atualmente produz o mangá UQ Holder!, publicado na Weekly Shonen Magazine!; que estreou em 28 de agosto de 2013, o mangá foi o primeiro a trazer a "dōjin mark" (同人マーク), uma licença de autorização de dōjinshis inspirada nas licenças Creative Commons.

## Trabalhos
- Itsudatte My Santa
- Ai Ga tomaranai!
- Love Hina
- Mahou Sensei Negima!
- Ground Defense Force! Mao-chan
- A.I. Love You
- UQ Holder!